# エリック・ベントリー
エリック・ラッセル・ベントリー（Eric Russell Bentley、1916年9月14日 - 2020年8月5日）は、イギリス生まれのアメリカの演劇評論家、劇作家、歌手、編集者、翻訳家であった。1998年にはアメリカ劇場殿堂入りを果たした。また、長年のキャバレー公演が評価され、ニューヨーク劇場殿堂のメンバーでもあった。

## 来歴
ベントリーはランカシャー州ボルトン（北イングランド）で、ローラ・イヴリンとフレッド・ベントリーの息子として生まれた。高校時代、地元のグラマー・スクールに通っていて、毎年春に教師の一人が演出するシェイクスピアの作品が上演されていた。ベントリーはマクベスを演じたし、イアン・マッケランも後に同じ学校で同じ役を演じたことがある。イアン・マッケランは一度ベントリーに「君が嫌いだ。校長が君をみんなの模範としたので、我々は決して君のようにはなれないと感じさせられたのだ」と言った。
ベントリーはオックスフォード大学のユニバーシティ・カレッジに通い、J.R.R.トールキンやC.S.ルイスの指導を受けた。彼は学問的な背景がなく、理解していない難しい言葉を使ってしまいがちであったが、C・S・ルイスに「自然体で話すべきだ。他の批評家の意見を読む必要はない」と言われ、自信をつけた。1938年に英語の学位を取得した。その後、イェール大学に進学し、1939年に文学士号を、1941年に博士号を取得した。イェール大学で大学院生となり幅広く読書してバーナード・ショーに関心を抱いた。イェールではジョン・アディソン・ポーター賞を受賞した。1942年の夏、ベントリーはブラックマウンテン・カレッジで歴史とドラマを教え、1943年から1944年まで同校で教鞭を執った。
1950年代にニューヨーク12番街のフェニックス・シアターで、ベントリーはブレヒトの『セチュアンの善人』をウタ・ハーゲン（1919-2004）を主演に迎えて演出していた。しかし、アルバート・サルミという俳優をコントロールできなかったため、ベントリーはプロの演出家を引退した。ベントリーは、サルミに暴力を向けられ攻撃しようとしていると感じたが、友人たちはそれを妄想だと思っていた。後になって（1990年）サルミが妻を殺し、数年後に自殺したことがタイムズで報じられた。それを克服すべきだったが若い演出家としては圧倒され、それ以降プロとしての演出はしなかったと語っている。
1953年からコロンビア大学で教鞭を執り、『ザ・ニューリパブリック』誌の演劇評論家を務めた。彼の辛辣な演劇批評スタイルは有名であり、そのためテネシー・ウィリアムズとアーサー・ミラーから名誉毀損の訴訟を起こされると脅されたこともあった。
1960年から1961年にかけて、ハーバード大学でチャールズ・エリオット・ノートン教授を務めた。当時、ケネス・タイナンやロバート・"ボブ"・ブルースタインなど、大学（イェール大学とハーバード大学）と組んで劇場を創設する演劇人がいたが、ベントリーは劇場を造らなかった。コロンビア大学が新しい劇場づくりに乗り気ではなかったため。1968年、彼はベトナム戦争に抗議して税金の支払いを拒否することを誓い、作家と編集者の戦争税抗議誓約書に署名した。
1960年代初頭にアメリカで地方劇場運動が始まり、さらに1960年～70年代には抗議の劇場(a theatre of protest)、前衛劇場が出現した。それはベントリーに希望を与え、彼は『Theatre of War』(1972)という本を書いた。ベントリーは60年代に左翼が新しい劇場を生み出すことに大きな期待を抱いていた。ベントリーは学生に味方したためにコロンビア大学の職を失った。チャールズ・マロウィッツ(1934-2014)が劇中でブレヒトとベントリーは詐欺師でありベントリーがコロンビア大学で高級の仕事を続けたかのように描写したが、それは事実ではないとベントリーは抗議した。
彼の劇「The Red, White, and Black」は、1971年にコロンビア大学芸術学部演劇部門と協力して、ラ・ママ実験劇場クラブで制作された。1975年から、アンドレイ・セルバンはラ・ママでブレヒトの「セチュアンの善人」のベントリー訳を複数回演出し、音楽はエリザベス・スワドスが担当した。1975年の制作に続いて、1976年と1978年にも制作が行われた。1976年には、グレート・ジョーンズ・レパートリー・カンパニーがこのショーをヨーロッパツアーに持ち込んだ。
ベントリーは1969年にアメリカ芸術科学アカデミーのフェローに選出された。同年、彼は自身の同性愛を公表した。2006年11月12日の『ニューヨーク・タイムズ』のインタビューで、彼は53歳でカミングアウトする前に二度結婚していたと語り、その時点でコロンビア大学の演劇文学ブランダ・マシューズ教授の職を辞して執筆に専念することに決めた。彼は自身の同性愛が特に『Lord Alfred's Lover』というオスカー・ワイルドの生涯に基づいた劇を含む彼の劇作に影響を与えたと述べている。
彼は2006年にアメリカン・シアター・ウィングから劇場における生涯功労賞であるオビー賞を受賞し、2007年にはロバート・チェズリー賞を受賞した。
ベントリーは1948年にアメリカ市民となり、亡くなるまで長年ニューヨーク市に住んでいた。彼は2016年9月14日に100歳の誕生日を迎えた。
ベントリーは2020年8月5日、マンハッタンの自宅で103歳で亡くなった。

## 人物
- ベントリーは、もともと特にパリやウィーン、東欧のオペレッタが非常に好きだったのでミュージカルに対して抵抗があった。しかし、ミュージカルはオペレッタになりそれを尊重している。今では、以前よりもフランク・レッサーのショーを尊重しているようである。さらに、1920年代と1930年代のミュージカル劇場は好きだったが、ロジャース＆ハマースタインの感傷的なリベラリズムには抵抗があった。私は政治的な異議を持っていた。ロジャースのメロディーの才能は尊敬しており、レナード・バーンスタインのような偉大な音楽家たちもそれを羨んだ。「しかし、レナード・バーンスタインに関して言えば、それはオペラのクラスに入る。私はオペラの軽い側面が非常に好きであり、オッフェンバックはモーツァルトに匹敵する偉大な作曲家の一人だと思っている」とベントリーは述べている。
- ベントリーの思想信条は、バプティストのキリスト教からクエーカー教徒、無信仰、左翼思想、半マルクス主義へと発展してきた。2016年のインタビューでは、「今日ではクリストファー・ヒッチェンズ『God Is Not Great』(2007)のような本を敬意を持って読むが、それは十分ではないと感じる。私は「神」という言葉のさまざまな定義を議論したいと思っている。その中には受け入れるべきものもあると感じる。」と答えていた。

## 関連人物
- ベントリーの義母であるハリー・フラナガンは1930年代に連邦劇場で、「社会主義によって国家が理想的な劇場を創設することができるというアイデアを最も実現に近づけた人物だった。彼女は連邦資金で一度に10都市で劇を上演することができた。それは1930年代にニューディールとルーズベルトが提供した機会だった。ハリー・フラナガンはヴァッサー大学の実験劇場（the Vassar Experimental Theater）の初期にそれを運営し、大恐慌時代には連邦劇場を運営していた。フラナガンは、アメリカの実験的または政治的演劇に多大なる影響をもたらした。[3]
- ベントリーは、サンフランシスコのアクターズ・ワークショップのハーバート・ブラウに興味を持っていた。ブラウは、ベントリーによるブレヒトの翻訳作品のいくつかを上演した。

- ベントリーは、ベルトルト・ブレヒトに関する卓越した専門家の一人であり、若い頃にカリフォルニア大学ロサンゼルス校で彼に出会い、ブレヒトの作品を広範に翻訳した。彼はグローブ・プレスによるブレヒトの作品集を編集し、フォークウェイズ・レコードのためにブレヒトの歌曲のアルバムを2枚録音した。これらの曲のほとんどは、それまで英語で録音されたことがなかったものである。
- ベントリーがブレヒトを英語圏に紹介した後、ブレヒトの評判は変動しており、特にジョン・フエギ(John Fuegi)が著作『ブレヒトと仲間たち』（"Brecht and Company: Sex, Politics, and the Making of the Modern Drama"1994）において、ブレヒトは自身の名前で発表した多くの作品（例えば『三文オペラ』、『肝っ玉おっ母とその子どもたち』、『ガリレイの生涯』など）を実際には書いておらず、ほとんど女性のアシスタント（エリザベス・ハウプトマン、マルガレーテ・シュテフィン、ルート・ベルラウ）の作品を盗んだと主張した後に変動した。フエギはコロンビア大学を去ったあとのベントリーにメリーランド大学で仕事をくれたが、フエギの著書についてベントリーは多くの事実を訂正しフエギも訂正をほとんと認めたようである。ベントリーはブレヒトの糾弾には賛成できなかった。
- ジョン・フエギはかつて尊敬されたブレヒトの権威であった。彼は1970年に国際ブレヒト協会を設立し、1989年までその年次ジャーナルを編集していた。その後、彼は協会を離れ、おそらく自分の本の執筆に取り掛かった。1994年に出版された『Brecht and Company』は、主流のメディアや学界において激しい論争を巻き起こした。4人のブレヒト学者が共同で「A Brechtbuster Goes Bust: Scholarly Mistakes, Misquotes, and Malpractices in John Fuegi’s Brecht and Company」というタイトルの100ページにわたる反駁書を発表した。この反駁書は、かつてジョン・フエギが編集していた『ブレヒト年報』シリーズに掲載された。その学者の一人であり、フエギが自分の本で重要な（そして誤引用された）情報源として使用したジョン・ウィレットは、次のように述べている：30年以上のキャリアの中で、私がよく知っている分野に関するいわゆる学術書の中で、これほどまでに最低限の学術的基準を満たしていないものを読んだことはない。提供される証拠の大部分は、欠陥があるか持続不可能であり、その証拠の提示方法は、基本的な正確性と責任の基準を極端に違反しているため、この本は慎重な検討に耐えられない。[4]

- アーサー・ミラーとベントリーは一度だけ、ダグ・ハマーショルドによるランチに招待されていたときに国連のエレベーターで会った。ベントリーはミラーに、「自己紹介するべきだと思います。私はエリック・ベントリーです」と言い、手を差し出したがその手が握り返されることはなかった。サマセット・モームは自身のことを二流小説家の中で最高だと表現したことがあるが、ベントリーのアーサー・ミラーに関する評価も同様であった。

## 選ばれた作品
- 彼は数多くの演劇批評の書籍を執筆した。さらに、1964年には『The Importance of Scrutiny』（「精査の重要性」）を編集し、これは『Scrutiny: A Quarterly Review』のコレクションであった。また、1971年には『Thirty Years of Treason: Excerpts from Hearings Before the House Committee on Un-American Activities, 1938–1968』を編集した。彼の最も上演された劇『Are You Now Or Have You Ever Been: The Investigations of Show-Business by the Un-American Activities Committee 1947–1958』（1972年）は、『Thirty Years of Treason』に収録されている下院非米活動委員会の記録に基づいている。

### 本（演劇批評）
- 1944: A Century of Hero Worship
- 1946: The Playwright As Thinker 〔『思索する劇作家』 坂本和男 翻訳 南雲堂, 1968〕
- 1947: Bernard Shaw
- 1948: The Modern Theatre
- 1953: In Search of Theater
- 1956: What Is Theatre?
- 1964: The Life of the Drama
- 1971: Thirty Years of Treason
- 1972: Theater of War
- 1981: Brecht Commentaries
- 1987: Thinking About The Playwright

### 舞台作品
- 1967: A Time To Live & A Time To Die (published by Broadway Play Publishing Inc.)
- 1972: Are You Now Or Have You Ever Been: The Investigations of Show-Business by the Un-American Activities Committee 1947–1958　〔『ハリウッドの反逆』小池美佐子翻訳 影書房、1985/6/1〕
- 1979: Lord Alfred's Lover (collected in Monstrous Martyrdoms, 1985)
- 1979: Wannsee, a Tragi-Comedy (published in The Massachusetts Review Vol. 20, No. 3)
- 1985: H for Hamlet
- German Requiem (collected in Monstrous Martyrdoms, 1985)
- Round One (published by Broadway Play Publishing Inc.)
- Round Two (published by Broadway Play Publishing Inc.)
- "The Sternheim Trilogy" containing The Underpants, The Snob, & 1913 (published by Broadway Play Publishing Inc.)

### ディスコグラフィ
以下はベントリーがフォークウェイズ・レコードのために行った録音である。
- 1961: "Bertolt Brecht before the Committee on Un-American Activities: An Historical Encounter"
- 1963: "A Man's A Man by Bertolt Brecht"
- 1964: "Songs of Hanns Eisler"
- 1965: "Bentley on Brecht: Songs and Poems of Bertolt Brecht"
- 1965: "Bertolt Brecht's The Exception and the Rule"
- 1968: "The Elephant Calf and Small Comments on Large Themes"
- 1968: "Bentley on Biermann: Songs and Poems of Wolf Biermann"
- 1970: "Eric Bentley Sings The Queen of 42nd Street"